# Formación Cerrejón
La Formación Cerrejón es una formación geológica de Colombia que data de entre mediados a finales del Paleoceno. Esta se halla en la subcuenca de El Cerrejón en la Cuenca Cesar-Ranchería en el departamento de La Guajira. La formación consiste de campos de hulla que son un importante recurso económico. El carbón de la Formación Cerrejón ha sido explotado intensivamente en la mina a cielo abierto del Cerrejón, una de las mayores del mundo. La formación también posee fósiles que son los primeros registros de las selvas neotropicales.

## Geología
La Formación Cerrejón se subdivide en los grupos inferior, medio y superior basándose en el grosor y distribución de los lechos de carbón. En promedio los lechos de carbón miden 3 metros de grosor, y van desde 0.7 m. a 10 m de grosor. Los lechos más gruesos se encuentran en la parte superior de la formación.
Basándose en las asociaciones de litofacies y la composición paleofloral, el ambiente deposicional fluctuaba de una planicie costera inflenciada por estuarios en la base de la formación a una planicie costera fluvial en el zona superior.
En el pasado geológico reciente, algo del carbón entró en combustión espontáneamente de manera natural formando carbón quemado rojizo, similar al ladrillo y clinker. Estas rocas afloran irregularmente y miden más de 100 metros de grosor. El clinker se halla cerca de las zonas deformadas como las fallas o plegamientos cerrados, y es más antiguo que las propias deformaciones. Se piensan que estos combustionaron después del desarrollo de la falla de cabalgamiento y el abanico aluvial del Cerrejón.

## Paleoambiente
Los fósiles hallados en la formación Cerrejón son el primer registro de las selvas neotropicales, con una gran abundancia de macrofósiles de plantas y palinomorfos. La formación también tiene restos de vertebrados riparinos que incluye dípnoos, tortugas, serpientes y crocodiliformes. Basándose en estos fósiles y la estratigrafía de la formación, la formación Cerrejón Formation estaban constituida por una planicie costera cubierta por una selva húmeda atravesada por grandes sistemas de ríos.
Se estima que la selva estaría situada en la paleolatitud 5°N. Durante el Paleoceno, las temperaturas ecuatoriales eran mucho más altas que las del presente. Basándose en el tamaño de la boa gigante Titanoboa (cuyos especímenes se han hallado en la formación Cerrejón), la temperatura media anual de la zona ecuatorial de Suramérica en el Paleoceno estaba entre 30 grados Celsius (86,0 °F) y 34 grados Celsius (93,2 °F). Este es el rango mínimo de temperatura en el que un animal poiquilotermo tan grande como Titanoboa podría vivir. Asimismo esto es consistente con los modelos climáticos del Paleoceno que predicen temperaturas con efecto de invernadero y una concentración atmosférica de CO2 de 2,000 partes por millón. Los estimados de paleotemperaturas basados en las asociaciones de hojas de la formación Cerrejón indican que la temperatura media anual era de 6 a 8 °C, menor que otras estimaciones. Sin embargo, estas estimaciones de temperatura basadas en la paleoflora selvática ribereña y de humedales se han considerado como muy bajas.
Las temperaturas medias anuales de 30 a 34 °C son consideradas como demasiado altas para los bosques tropicales modernos, pero la selva del Cerrejón se pudo haber mantenido gracias al incremento de los niveles del CO2 atmosférico y a la alta precipitación regional de lluvias, la cual se estima en cerca de 4 metros por año.

### Flora
El registro de flora de la formación Cerrejón es bien conocido, con muchos microfósiles identificables de plantas bien preservados que han sido hallados en la mina del Cerrejón. Los fósiles están bien preservados, y en algunos casos su estructura celular está intacta. En comparación con las selvas neotropicales modernas, la diversidad de plantas es bastante baja. Esto puede ser una indicación de la primera etapa de la diversificación de los neotrópicos, o un lento período de recuperación siguiendo al límite Cretácico–Terciario.
Muchas plantas de la formación Cerrejón pertenecen a familias que aún son comunes en las selvas neotropicales. Entre estas hay una gran variedad de palmas y legumbres en la formación. Aparte de las palmas y legumbres, mucha de la biomasa del bosque del Paleoceno consistía de laurales, malvales, Menispermaceae, Araceae y Zingiberales. Los estudios de plantas fósiles de sitios que datan del Cretácico indican que la composición de flora debajo del límite Cretácico–Terciario (límite K–T) era muy diferente de la del Paleoceno. Las legumbres están ausentes de los estratos del Cretácico, y probablemente aparecieron o se diversificaron durante el Paleoceno.
La presencia de estos tipos de flora en estratos del Paleoceno muestra que las plantas características de las selvas modernas neotropicales habían existido por largos períodos de tiempo geológicos, siendo capaces de resistir a los cambios geográficos y climáticos en Suramérica. Se había sugerido que las selvas neotropicales son el resultado de cambios ambientales producidos por los ciclos glaciales del Cuaternario (es decir, las recientes eras del hielo). Estos ciclos pudieron haber causado fluctuaciones en la diversidad y extensión de las selvas. Si este fuera el caso, la actual diversidad de la selva amazónica podría ser una reciente especiación en un entorno cambiante. Sin embargo, el registro de flora de la formación Cerrejón muestra que la actual diversidad de la selva amazónica puede remontarse hasta principios del Cenozoico.

### Fauna
El daño producido por insectos alimentándose es evidente en algunos de los macrofósiles de plantas de la formación Cerrejón. Un examen de los macrofósiles de plantas muestra que cerca de la mitad de los especímenes estudiados habían sido atacados por insectos herbívoros. Los insectos que dañaron las hojas eran predominantemente generalistas, a diferencia de los insectos neotropicales modernos que son principalmente herbívoros especializados. No hay evidencia de que hubiera una elevada densidad de insectos o asociaciones especializadas de huésped que son vistas en bosques neotropicales posteriores. La diversidad de insectos en la Formación Cerrejón es baja comparada con la de las selvas neotropicales modernas, por lo que probablemente el daño a las hojas fue hecho por relativamente pocas especies.

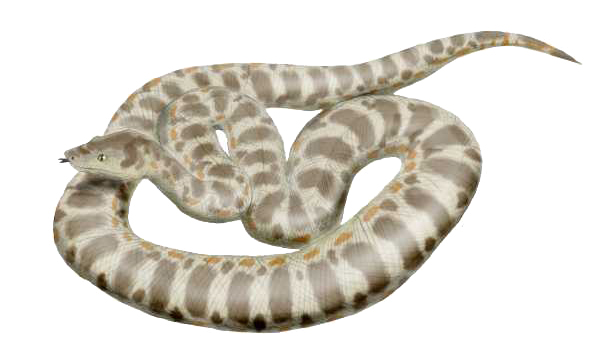
Reconstrucción de Titanoboa cerrejonensis

Restos del boido gigante Titanoboa cerrejonensis han sido hallado en una capa gris de arcilita que subyace a la veta de carbón 90 en la mina del Cerrejón. Titanoboa es la mayor serpiente que se conozca, alcanzando una longitud estimanda en 13 metros. Eunectes, la anaconda, es probablemente la más cercana analogía viviente de Titanoboa.
Un crocodilomorfo dirosáurido denominado Cerrejonisuchus improcerus fue descrito en 2010 de la formación en la misma capa que Titanoboa. Era un dirosáurido pequeño, y tenía la menor longitud de hocico en relación con la longitud total del cráneo de cualquier dirosáurido. Muchos dirosáuridos era marinos, con largos hocicos adaptados a capturar peces. El corto hocico de Cerrejonisuchus es probablemente una adaptación para una dieta más generalizada en un entorno acuático transicional. Es posible que Cerrejonisuchus fuera una presa de Titanoboa, ya que los dos habitaban el mismo ambiente fluvial. Se han documentado anacondas alimentándose de caimanes, un hábito alimenticio que es similar al inferido para Titanoboa. Otra clase de dirosáurido, Acherontisuchus, fue nombrado en 2011 de la misma formación. Con un cuerpo mayor y un largo hocico, se parece a los demás dirosáuridos.

## Recursos de carbón

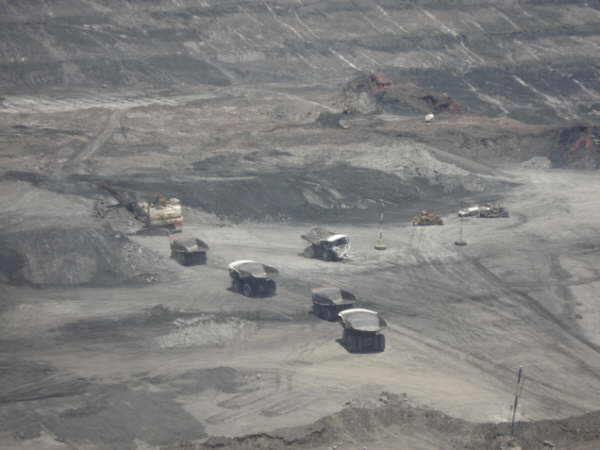
Minería de carbón en la mina abierta del Cerrejón.

La formación Cerrejón contiene grandes vetas de carbón que son extraídas principalmente en la mina del Cerrejón. El carbón es apreciado por sus bajos contenidos de ceniza y azufre y su resistencia a la aglomeración. La mina del Cerrejón es la mayor mina productora de carbón de Colombia, siendo la mayor parte de su producción exportada a Europa. Asimismo es la mayor operación de minería de carbón en América Latina, con unos 28.4 millones de toneladas estimadas extraídas en 2006.